# Carl Czerny
Pour les articles homonymes, voir Czerny.
Carl Czerny, né le 21 février 1791 à Vienne où il est mort le 15 juillet 1857, est un compositeur et pianiste autrichien.

## Biographie
Son père, Wensel Czerny, excellent pianiste, commence à lui enseigner le piano alors qu'il n'a que trois ans. Très tôt, Carl joue ainsi par cœur des pièces des grands maîtres classiques : Bach, Haydn, Mozart, Clementi. Il compose ses premières pièces à l'âge de sept ans.
De 1800 à 1803, il est l'élève de Johann Nepomuk Hummel, Antonio Salieri et Ludwig van Beethoven, auprès de qui il prend des cours, deux fois par semaine, qui se révéleront précieux par la suite.

« Pendant les premières leçons, Beethoven m'occupa exclusivement à faire des gammes dans tous les tons, me montra la seule bonne position des mains et des doigts, alors encore inconnue de la plupart des exécutants, et particulièrement l’usage du pouce – règle dont je n’ai appris que plus tard à comprendre l’utilité. »

Son père ayant décelé chez lui des dons pédagogiques, il commence à enseigner à l'âge de 15 ans. Ses cours sont de qualité, ce qui fait de lui un professeur très demandé. Il a jusqu'à douze élèves par jour, chacun lui rapportant un ducat.
Il ne donne que peu de concerts publics et plus aucun après 1818, refusant même de se produire pour Beethoven alors qu'il avait créé le cinquième concerto pour piano en 1812. Il lui écrit une lettre expliquant que ses parents ont entravé sa carrière : étant chargé de famille, il doit se consacrer à la formation de ses élèves. Parmi eux figurent Franz Liszt et la reine Victoria. En 1823, Czerny organise une rencontre entre Beethoven et le jeune Liszt, rencontre qui fut pour Liszt mémorable et au cours de laquelle il exécuta devant Beethoven une des œuvres du maître.

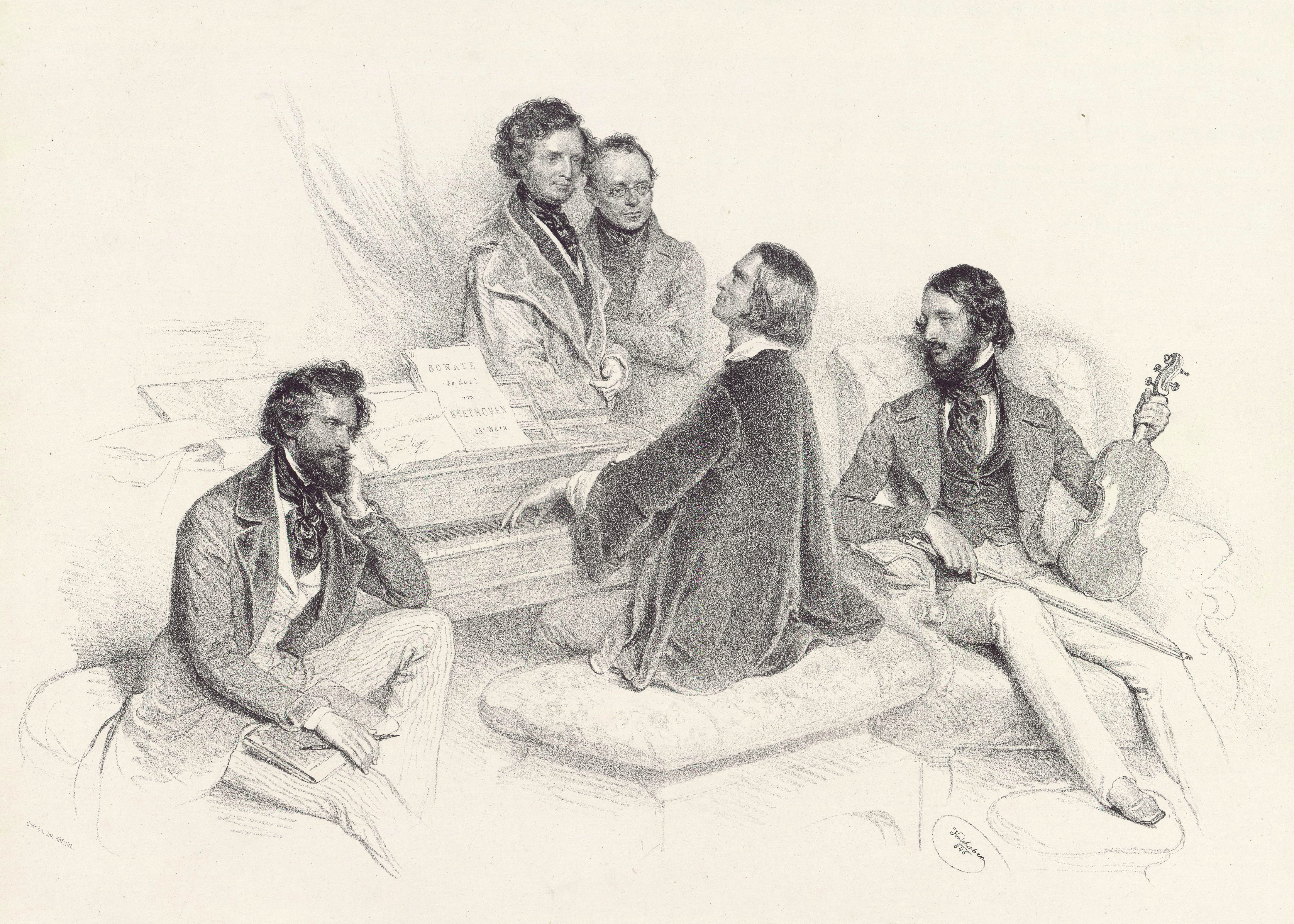
« Une matinée chez Liszt ». De gauche à droite : Josef Kriehuber, Hector Berlioz, Carl Czerny, Franz Liszt, Heinrich Wilhelm Ernst.

Czerny était doué d'une grande mémoire et était capable de jouer les 32 sonates de Beethoven, notamment chez le prince Lichnowsky, sans recourir à la partition. Il avait connu les pianistes Muzio Clementi et Johann Nepomuk Hummel et fut influencé par eux. Il mourut à Vienne en 1857, à l'âge de 66 ans.
Czerny laisse une autobiographie, Souvenir de ma vie, parue en 1842, et un recueil de Notices et Anecdotes sur Beethoven, paru dix ans plus tard.

## Œuvres
Czerny laisse un catalogue de 861 opus publiés et un nombre considérable de pièces manuscrites. Les œuvres pédagogiques ne représentent qu'un dixième de l'œuvre complète.

### Œuvres pédagogiques
Carl Czerny est surtout connu pour avoir écrit de nombreux recueils techniques. On retiendra à cet égard Les Heures du matin, op. 821, une série de 160 études à difficulté croissante.
Il semble que la principale obsession de Czerny ait été de décortiquer les difficultés techniques de l'œuvre de Beethoven. Il a par ailleurs laissé des commentaires précieux sur l'interprétation des œuvres pianistiques de Beethoven, dont il fut un grand interprète.
Parmi les plus connus des recueils techniques :
- Schule des Geläufigkeit (Étude de la vélocité), op. 299 ;
- Die Schule des Legato und Staccato (Étude du légato et du staccato), op. 335 ;
- 40 Täglische Studien (40 exercices journaliers), op. 337 ;
- Schule der Verzierungen (Étude de l'ornement), op. 355 ;
- Schule des Virtuosen (École du virtuose), op. 365 ;
- Schule der linken Hand (Études pour la main gauche), op. 399 ;
- Schule der Fingerfertigkeit (L'Art de délier les doigts), op. 740.

### Autres œuvres
Czerny a laissé 24 messes, 4 requiem, environ 300 graduels et offertoires, 6 symphonies, des concertos, 11 sonates, des variations, un nonet (1850), des trios avec piano et une vingtaine de quatuors à cordes. Parmi ces compositions « sérieuses », il est facile de trouver nombre de pages pouvant évoquer les Viennois Beethoven et Franz Schubert, et même Muzio Clementi et Felix Mendelssohn, dans les symphonies.

### Transcriptions et arrangements
- Jean-Sébastien Bach, œuvres pour clavier.
- Ludwig van Beethoven, Sonate à Kreutzer, arrangement pour violoncelle.
- Beethoven, Ouverture Léonore III et l'opéra Fidelio (2e version opus 72), arrangement pour piano sous la direction du compositeur.
- Beethoven, Ouverture, La consécration de la maison, opus 124, arrangement pour un piano et pour deux pianos.
- Beethoven, 9 symphonies, arrangement pour deux pianos.
- Gaetano Donizetti, transcriptions d'opéra.
- Daniel Auber, quatuor tiré de la Muette de Portici.

### Écrits
- Umriss der ganzen Musikgeschichte (Mayence, 1851)
- (en) Letters to a Young Lady on the Art of Playing the Pianoforte from the Earliest Rudiments to the Highest State of Cultivation[3]

## Hommages
Est nommé en son honneur (6294) Czerny, un astéroïde de la ceinture principale découvert en 1988.

## Discographie
- Musique pour piano à quatre mains : Grande Sonate op. 10 ; Ouverture op. 54 ; Grande Sonate op. 178 ; Fantaisie op. 226 - Duo Tal & Groethuysen, CD Sony SK 45 936 (1990)
- Symphonies no 2 op. 781 et no 6 en sol mineur (1854) - SWR rundfunkorchester Kaiserlautern, Grzegorz Nowak (direction d'orchestre), 1 CD Hänsler 993169 (2004/05)
- Nocturnes pour piano seul, Isabelle Oehmichen, (piano) France : Éditions Hortus, mars 2010. Hortus 074.
- Concerto pour piano à quatre mains et orchestre en ut majeur, op. 153 ; Symphonie no 2, op. 781 Liu Xiao Ming et RHorst Göbel (piano), Brandenburgisches Staatorchester Frankfurt, Nikos Athinäos (direction d'orchestre) CD Christophorus CHE 0140-2 2008
- Symphonies no 1, op. 780 et no 5 en mi bémol majeur - Brandenburgisches Staatorchester Frankfurt, Nikos Athinäos (direction d'orchestre) CD Christophorus CHE 0152-2 2010
- Concertos pour piano et orchestre en ut majeur, op. 153 et en la mineur, op. 214 (+ Viotti Concerto pour piano et orchestre en sol mineur Wi19 ; Concerto pour violon, piano et orchestre Wi9) - David Boldrini (piano) ; Augusto Vismara (violon), Rami Musicali Orchestra - dir. Massimo Belli, 2 CDs Brilliant Classics 94899 2014
- Musique pour piano et orchestre : Introduction, Variations et Presto finale sur un Thème favori de l'opéra Norma de Bellini, op. 281 (1833) ; Grandes Variations de Bravura sur deux motifs de l'Opéra Fra Diavolo de D.F.E.Auber, op. 232 (1830) ; Introduction, Variations et Polacca dans le style brillant sur la Cavatine favorite « Tu vedrai la sventurata » chantée par M. Rubini dans l'opéra Il Pirata de Bellini, op. 160 (1828) ; Introduction et Variations Brillantes sur le Marche Favori de l'Opéra Gli Arabi nelle Gallie de Pacini, op. 234 (1831) - Rosemary Tuck (piano) et l'English Chamber Orchestra, Richard Bonynge (direction d'orchestre) CD Naxos 8.573254 2015
- Musique pour piano et orchestre : Grand Concerto en la mineur, op. 214 (1830) ; Grand Nocturne Brillant, op. 95 (c. 1826) ; Variations de Concert sur la Marche des Grecs de l'Opéra Le Siège de Corinthe de Rossini, op. 138 : Rosemary Tuck (piano) et l'English Chamber Orchestra, dir. Richard Bonynge. CD Naxos 8.573417 2016
- Musique pour piano et orchestre : Premier Concerto en ré mineur (1811-12) ; Introduction, Variations et Rondo d'après le Chœur des chasseurs de l'opéra Euryanthe de Weber, op. 60 (1824) ; Introduction et  Rondo Brillant en si bémol majeur, op. 233 (c. 1833) - Rosemary Tuck (piano) et l'English Chamber Orchestra, Richard Bonynge (direction d'orchestre) CD Naxos 8.573688 2017
- Musique pour piano et orchestre : Second Grand Concerto en mi bémol majeur (1812-14) ; Concertino en ut majeur, op. 10/213 ; manuscrit op. 197 (1829) ; Rondo sur un Thème favori de l'Opéra « Le Maçon » d'Auber, op. 127 (1826) - Rosemary Tuck (piano) ; Hugh Seenan (cor principal du second grand concerto) & English Chamber Orchestra, Richard Bonynge (direction d'orchestre) CD Naxos 8.573998 2019
- Concerto pour piano et orchestre en fa majeur, op. 28 ; Concerto en la mineur, op. 214 ; Rondo Brillant pour piano et orchestre en si bémol majeur, op. 233 -  Tasmanian Symphony Orchestra, Howard Shelley (piano et direction d'orchestre) - Collection « Le Concerto romantique pour piano », vol. 71, CD Hyperion CDA 68138 2017
- L'Art de préluder (Die Kunst des Präludierens), op. 300 (c. 1833) ; préludes complets pour piano - Kolja Lessing (piano) : 2 CDs Cpo 555 169-2 2019